# Edouard Weckx
Edouard Weckx (né le 15 mai 1945 à Mol,) est un coureur cycliste belge, principalement actif dans les années 1960.

## Biographie
En 1965, Edouard Weckx termine troisième du Triptyque ardennais. L'année suivante, il se distingue à l'étranger en finissant troisième du Tour de Turquie et du Tour de la Bidassoa. Il prend ensuite la deuxième place du Tour de Belgique amateurs en mai 1967. Quelques mois après ce podium, il passe professionnel au sein de l'équipe Goldor-Gerka. 
En 1968, il se classe deuxième de la Flèche côtière, huitième d'une étape du Tour d'Espagne ou encore quatorzième de la Flèche wallonne. Il participe également au Tour de France sous les couleurs de la sélection de Belgique "A". Équipier d'Herman Van Springel, il obtient son meilleur résultat sur la septième étape (Lorient - Nantes) en prenant la dixième place. Il poursuit sa carrière professionnelle jusqu'en 1971.

## Palmarès et résultats

### Palmarès par année
- 1965
  - 3e du Triptyque ardennais
- 1966
  - 2e de Bruxelles-Zepperen
  - 3e du Tour de Turquie
  - 3e du Tour de la Bidassoa
- 1967
  - 2e de Romsée-Stavelot-Romsée
  - 2e du Tour de Belgique amateurs
  - 2e de la Flèche ardennaise
- 1968
  - 2e de la Flèche côtière

### Résultats sur les grands tours

#### Tour de France
1 participation
- 1968 : 53e

#### Tour d'Espagne
2 participations 
- 1968 : abandon (12e étape)
- 1969 : 53e